# Helmut Rother
Helmut Rother (* 10. Juni 1920 in Ratibor in Oberschlesien; † 23. März 1971) war ein deutscher Politiker (CDU). Er war Landtagsabgeordneter, Stadtrat und Bürgermeister in der mecklenburgischen Kleinstadt Brüel.

## Leben
Helmut Rother besuchte bis 1934 die Volksschule und bis 1937 die Berufsschule in Leobschütz, wo er sich zum Textilkaufmann ausbilden ließ. Nach der kaufmännischen Gehilfenprüfung arbeitete Rother in Zeitz und Trier als Dekorateur. 1940 wurde er zum Reichsarbeitsdienst und dann in die Wehrmacht als Soldat einberufen. Nach Rückkehr aus der englischen Kriegsgefangenschaft 1947 trat Rother der CDU bei und wurde Außensekretär der Partei im Bezirk Brüel. Bald übernahm er auch den Vorsitzer der Brüeler Union. 1947 wählte ihn die Stadtvertretung zum ehrenamtlichen Stadtrat für Handel und Versorgung sowie Sozialfürsorge, 1950 wurde Rother Bürgermeister der Kleinstadt. Nach der Parteisäuberung im Frühjahr 1950 rückte er in den mecklenburgischen Landtag nach, dem er auch in der zweiten Wahlperiode angehörte. Für wenige Tage vor Auflösung des Landtages im Juli 1952 amtierte Rother als Vorsitzender der CDU-Fraktion.